# Крымский щит

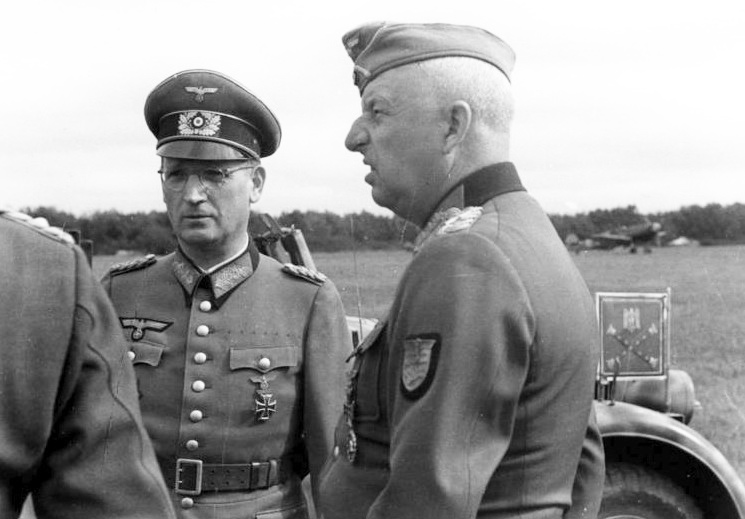
Ношение знака на форме Э. фон Манштейна

«Крымский щит» («Щит за Крым», от нем. Krimschild) — награда, памятный знак солдат Третьего рейха и союзников, в основном входивших в состав 11-й армии вермахта и участвовавших в захвате Крымского полуострова и особенно во взятии Севастополя.

## История
«Крымский щит» был учреждён в Германии 25 июля 1942 года, своим появлением подчёркивая значимость захвата Крыма и особую тяжесть боёв, в которых участвовали награждаемые.
Ожесточённость и принципиальность боёв на Крымском полуострове характеризует и тот факт, что с советской стороны была введена медаль «За оборону Севастополя».

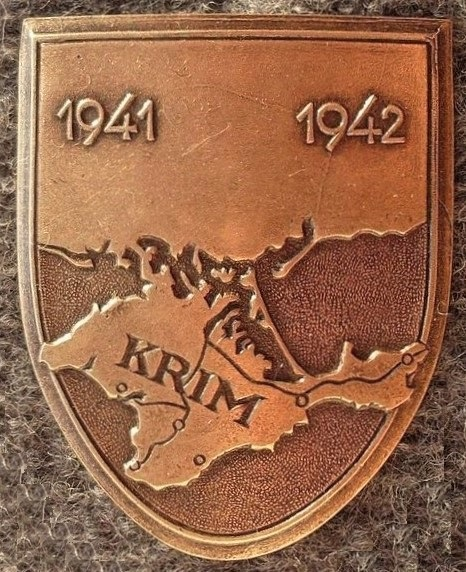
Денацифицированная реплика 1957 года

Основанием для награждения было выполнение хотя бы одного из следующих условий:
- участие в боевых действиях на территории южнее Перекопа с 21 сентября 1941 года до 4 июля 1942 года;
- непрерывное прохождение службы на данной территории в течение не менее 3-х месяцев;
- получение ранения в течение службы в данном районе;
- участие хотя бы в одном из главных сражений, а именно:
  - в боях на Перекопе (21.09.1941 — 30.09.1941);
  - при прорыве в районе Ишуни (18.10.1941 — 27.10.1941);
  - в боях в Крыму, при наступлении на Керчь (28.10.1941 — 16.11.1941);
  - в первом штурме Севастополя (17.12.1941 — 24.12.1941);
  - в сражении у Феодосии (15.01.1942 — 18.01.1942);
  - в боях на Перекопе[1] (19.01.1942 — 07.05.1942);
  - во втором взятии Керченского полуострова (08.05.1942 — 21.05.1942);
  - в штурме и взятии Севастополя (07.06.1942 — 04.07.1942).

## Награждённые
Знаком «Крымский щит» было награждено около 250 тысяч человек, по другим данным — около 100 тысяч человек.
«Щит за Крым» изготавливался из листовой стали и покрывался бронзовой краской. Кроме этого, в истории существовало 2 щита, выполненных из золота. 
Первую награду фельдмаршал Манштейн вручил маршалу Антонеску, который командовал в Крымской операции румынскими войсками, позднее золотую версию щита получил и сам Манштейн.

## Правила ношения
Щит предписывалось носить на левом рукаве мундира выше локтя, хотя награждёнными практиковалась и внеуставная — нагрудная форма ношения знака.
«Крымский щит» имел суконный подклад, сохраняющий силуэт награды, но выступающий за его пределы. Цвет подклада в сухопутных войсках вермахта был зелёный, в люфтваффе — голубой, в танковых частях — чёрный.
По Закону о титулах, орденах и почётных знаках от 26 июля 1957 в Федеративной Республике Германии разрешается носить эту награду только без нацистской эмблемы.